# Gran Olo
Gran Olo is een stroomversnelling in de Tapanahonyrivier in Sipaliwini, Suriname. Het ligt tussen Moitaki en Drietabbetje in.
De waterkrachtcentrale van Gran Olo werd in de jaren 2010 in deze stroomversnelling gebouwd en rond 2017 in gebruik genomen. Het gaat om een kleine waterkrachtcentrale die stroom levert aan de dorpen in de omgeving.